# Tuck Woodstock
Tuck Woodstock est un podcasteur et éditeur américain, producteur du podcast Gender Reveal et co-fondateur de la maison d'édition Girl Dad Press spécialisée en littérature transgenre.

## Biographie
Tuck Woodstock est journaliste et consultant spécialisé sur les questions de transidentité.
Il fait son coming out non-binaire à ses proches en 2016 et commence à prendre de la testostérone quatre ans plus tard, ne souhaitant pas en prendre immédiatement. Il arrête régulièrement de prendre des hormones afin de ralentir les effets physiques de la transition hormonale : en effet, étant podcasteur, il a besoin de contrôler sa voix et doit donc contrôler la mue déclenchée par la prise d'hormones. Il affirme apprécier également de prendre le temps d'apprécier son corps dans une certaine version avant de passer à la « version » suivante de sa transition.

### Gender Reveal
Tuck Woodstock crée le podcast Gender Reveal, où il interviewe des personnes transgenres et non-binaires pour parler de genre, de transidentité et de leurs projets,.
Il est parfois invité par l'émission Life Kit de la National Public Radio pour parler de questions de genre.
À partir de 2021, il crée l'événement Trans Day of Having a Nice Snack, qui coïncide avec la Journée internationale de visibilité transgenre. Il affirme que la visibilité ne règle pas les problèmes quotidiens des personnes trans et qu'elle est même épuisante, voire dangereuse. Sa campagne est une levée de fonds pour envoyer vingt dollars à des personnes transgenres pour qu'elles puissent s'acheter un goûter, des friandises, ou des produits essentiels. Chaque année a un public particulier : en 2023, il privilégie par exemple les personnes trans vivant aux États-Unis, dans les pays les plus affectés par les lois anti-trans de cette époque, et lève près de 38 000 dollars.
Le podcast a une boutique en ligne de goodies créés par des personnes trans dont l'intégralité des bénéfices est distribué aux artistes et à des fonds d'entraide transgenres. Deux fois par an environ, Woodstock organise une levée de fonds spéciale et un appel à projets pour un programme de bourses pour des artistes ou activistes.
En 2025, Tuck Woodstock organise la tournée humoristique Gender Ordeal où il se produit avec Mattie Lubchansky et Calvin Kasulke.

### 2 Trans 2 Furiouset Girl Dad Press
En 2023, avec Niko Stratis, il publie l'anthologie 2 Trans 2 Furious. L'idée vient du fait qu'un groupe de personnalités transgenres influentes, dont Gretchen Felker-Martin, postent activement sur Twitter au sujet de la sortie imminente de Fast and Furious 10 : Tuck Woodstock propose à Niko Stratis de publier un zine d'une vingtaine de pages. Lorsque le duo publie son appel à contributions, soixante essais leur parviennent : ils en gardent une quarantaine pour un livre de 160 pages. Le duo monte une maison de micro-édition, Girl Dad Press, pour produire cet ouvrage ; LittlePuss Press leur donne beaucoup de conseils et ils bénéficient d'un partenariat commercial avec AK Press, Metonymy et Literary Disco pour la distribution papier en Amérique du Nord,.
Le livre atteint les 2 000 exemplaires vendus et remporte le 36e prix Lambda Literary dans la catégorie Anthologie LGBTQ+,. Niko Stratis ne se rend pas à la cérémonie, convaincue que le livre n'a aucune chance, et Tuck Woodstock fait le discours d'acceptation du prix seul sur scène.
En juillet 2024, Niko Stratis et Tuck Woodstock ouvrent la maison d'édition Girl Dad Press pour soutenir la littérature trans qui s'adresse à un public transgenre, estimant que l'essentiel de la littérature trans publiée sert à éduquer les personnes cisgenres et que les maisons d'édition du Big Five ne laissent pas de place aux histoires sortant des codes littéraires classiques,.